# San Francisco Tlapancingo
San Francisco Tlapancingo là một đô thị thuộc bang Oaxaca, México. Năm 2005, dân số của đô thị này là 1235 người.